# Championnat de Mauritanie de football 2020-2021
Navigation
Édition précédente Édition suivante
La saison 2020-2021 du Championnat de Mauritanie de football est la quarante-deuxième édition de la Super Division 1, le championnat national de première division en Mauritanie. Les seize équipes se rencontrent deux fois au cours de la saison dans deux poules différentes. À la fin du championnat, les deux derniers du classement sont relégués et remplacés par les deux finalistes du championnat de deuxième division.
Le FC Nouadhibou, le tenant du titre, conserve son trophée à l'issue de cette saison.

## Déroulement de la saison
Le championnat débute le 20 novembre 2020 et se conclut le 19 juin 2021. La saison passée s'étant conclue sur aucune relégation mais deux promotions, le championnat passe à 16 équipes.
Cette saison le format du championnat change, avec une première phase où les équipes sont réparties dans deux poules de huit. Après les match aller et retour, les quatre premiers de poule s'affrontent pour le titre, les quatre derniers de poule jouent une poule de relégation.

## Participants
- Nouakchott King's
- ASC SNIM
- ACS Ksar
- ASAC Concorde
- FC Sahel
- ASC Kédia
- Jeunesse d'El Mina
- AS Garde Nationale
- ASC Tidjikja
- FC Médine Trarza
- FC Nouadhibou
- FC Tevragh Zeïna
- ASC Police
- Kaédi FC
- AS Armée Nationale - Promu de D2
- FC Inter Nouakchott - Promu de D2

## Compétition

### Première phase

#### Poule A
Le classement est établi sur le barème de points suivant : victoire à 3 points, match nul à 1, défaite à 0.
| Rang | Équipe                | Pts | J  | G  | N | P  | Bp | Bc | Diff |
| ---- | --------------------- | --- | -- | -- | - | -- | -- | -- | ---- |
| 1    | FC NouadhibouT        | 37  | 14 | 12 | 1 | 1  | 32 | 8  | +24  |
| 2    | ASAC Concorde C       | 24  | 14 | 7  | 3 | 4  | 17 | 9  | +8   |
| 3    | Nouakchott King's     | 21  | 14 | 6  | 3 | 5  | 19 | 15 | +4   |
| 4    | ASC Tidjikja          | 21  | 14 | 5  | 6 | 3  | 14 | 10 | +4   |
| 5    | FC Médine Trarza      | 18  | 14 | 4  | 6 | 4  | 14 | 12 | +2   |
| 6    | AS Garde Nationale    | 15  | 14 | 4  | 3 | 7  | 14 | 18 | -4   |
| 7    | FC Inter Nouakchott P | 10  | 14 | 2  | 4 | 8  | 15 | 26 | -11  |
| 8    | Jeunesse d'El Mina    | 8   | 14 | 2  | 2 | 10 | 11 | 38 | -27  |

|  | Qualification pour la finale du championnat                                                |
|  | Qualification pour la poule de relégation                                                  |
|  | T : Tenant du titre C : Vainqueur de la Coupe de Mauritanie P : Promu de deuxième division |

#### Poule B
Le classement est établi sur le barème de points suivant : victoire à 3 points, match nul à 1, défaite à 0.
| Rang | Équipe               | Pts | J  | G | N | P | Bp | Bc | Diff |
| ---- | -------------------- | --- | -- | - | - | - | -- | -- | ---- |
| 1    | FC Tevragh Zeïna     | 29  | 14 | 9 | 2 | 3 | 22 | 8  | +14  |
| 2    | ACS Ksar             | 25  | 14 | 8 | 1 | 5 | 15 | 16 | -1   |
| 3    | Kaédi FC             | 21  | 14 | 5 | 6 | 3 | 14 | 13 | +1   |
| 4    | FC Sahel             | 19  | 14 | 5 | 4 | 5 | 8  | 12 | -4   |
| 5    | ASC Police           | 18  | 14 | 5 | 3 | 6 | 18 | 15 | +3   |
| 6    | ASC Kédia            | 15  | 14 | 3 | 6 | 5 | 12 | 13 | -1   |
| 7    | ASC SNIM             | 15  | 14 | 3 | 6 | 5 | 9  | 13 | -4   |
| 8    | AS Armée Nationale P | 10  | 14 | 2 | 4 | 8 | 11 | 19 | -8   |

|  | Qualification pour la finale du championnat                                                |
|  | Qualification pour la poule de relégation                                                  |
|  | T : Tenant du titre C : Vainqueur de la Coupe de Mauritanie P : Promu de deuxième division |

### Deuxième phase
Les clubs conservent uniquement les points acquis lors de la première phase contre les équipes de leur poule.

#### Poule championnat
| Rang | Équipe            | Pts | J  | G  | N | P | Bp | Bc | Diff |
| ---- | ----------------- | --- | -- | -- | - | - | -- | -- | ---- |
| 1    | FC Nouadhibou T   | 35  | 14 | 11 | 2 | 1 | 24 | 3  | +21  |
| 2    | FC Tevragh Zeïna  | 22  | 14 | 7  | 1 | 6 | 20 | 13 | +7   |
| 3    | ACS Ksar          | 20  | 14 | 5  | 5 | 4 | 18 | 20 | -2   |
| 4    | Nouakchott King's | 18  | 14 | 5  | 3 | 6 | 15 | 15 | 0    |
| 5    | ASC Tidjikja      | 18  | 14 | 5  | 3 | 6 | 14 | 19 | -5   |
| 6    | ASAC Concorde C   | 16  | 14 | 4  | 4 | 6 | 11 | 15 | -4   |
| 7    | Kaédi FC          | 14  | 14 | 3  | 5 | 6 | 10 | 17 | -7   |
| 8    | FC Sahel          | 12  | 14 | 3  | 3 | 8 | 6  | 16 | -10  |

|  | Qualification pour la Ligue des champions de la CAF 2021-2022                              |
|  | T : Tenant du titre C : Vainqueur de la Coupe de Mauritanie P : Promu de deuxième division |

#### Poule relégation
| Rang | Équipe                | Pts | J  | G | N | P | Bp | Bc | Diff |
| ---- | --------------------- | --- | -- | - | - | - | -- | -- | ---- |
| 9    | ASC SNIM              | 24  | 14 | 6 | 6 | 2 | 16 | 7  | +9   |
| 10   | FC Médine Trarza      | 23  | 14 | 6 | 5 | 3 | 17 | 13 | +4   |
| 11   | ASC Police            | 21  | 14 | 6 | 3 | 5 | 23 | 14 | +9   |
| 12   | AS Armée Nationale P  | 20  | 14 | 4 | 8 | 2 | 18 | 15 | +3   |
| 13   | AS Garde Nationale    | 20  | 14 | 5 | 5 | 4 | 12 | 11 | +1   |
| 14   | ASC Kédia             | 19  | 14 | 4 | 6 | 3 | 15 | 11 | +4   |
| 15   | Jeunesse d'El Mina    | 12  | 14 | 3 | 3 | 8 | 17 | 32 | -15  |
| 16   | FC Inter Nouakchott P | 8   | 14 | 1 | 5 | 8 | 10 | 25 | -15  |

|  | Relégation en deuxième division |
|  | P : Promu de deuxième division  |

## Bilan de la saison
| Championnat de Mauritanie de football 2020-2021 |                          |
| Champion                                        | FC Nouadhibou (9e titre) |
| Coupes et trophées                              |                          |
| Vainqueur de la Coupe de Mauritanie 2020-2021   | ASAC Concorde            |
| Qualifications continentales                    |                          |
| Ligue des champions de la CAF 2021-2022         | FC Nouadhibou            |
| Coupe de la confédération 2021-2022             | ASAC Concorde            |
| Promotions et relégations                       |                          |
| Promus en Première division                     | AS Douanes               |
| Promus en Première division                     | FC Gourel Sangué         |
| Relégués en Deuxième division                   | ASC Kédia                |
| Relégués en Deuxième division                   | Jeunesse d'El Mina       |
| Relégués en Deuxième division                   | FC Inter Nouakchott      |